# Willehari
Willehari oder Willihari (lat.  Vilarius oder Wilharius oder Willeharius oder Willicharius) (* vor 709; † nach 712) war alamannischer Herzog in der Ortenau im 8. Jahrhundert.
In der Vita des Heiligen Desiderius wird beschrieben, dass der fränkische Hausmeier Pipin der Mittlere in den Jahren 709 bis 712 Feldzüge gegen den dux Willehari im Gebiet der Alamannen unternahm.